# Marphysa hamata
Marphysa hamata är en ringmaskart som först beskrevs av Schmarda 1861.  Marphysa hamata ingår i släktet Marphysa och familjen Eunicidae. Inga underarter finns listade i Catalogue of Life.